# Растодер, Рифат
Рифат Растодер (серб. Рифат Растодер; 11 июля 1950, Беране — 4 мая 2023, Подгорица) — черногорский политик боснийского происхождения, вице-президент Скупщины Черногории и вице-президент Социал-демократической партии Черногории.

## Биография
Родился 11 июля 1950 года в Беране. С 1969 года проживал в Подгорице. По образованию инженер-электрик.
Работал в сфере журналистики с 1980 года. До 1986 года работал в Radio Montenegro. С конца 1986 года работал в ежедневной газете «Победа» — журналист, редактор внутриполитической секции, независимый обозреватель. Назван лучшим журналистом 1990 года. С 1991 года, после конфликта с тогдашней редакционной политикой в «Победе», — сотрудник журналов «Круг» и «Либерал», журналист и редактор еженедельника «Монитор», один из инициаторов создания Радио «Антена-М». Член Независимой ассоциации журналистов Черногории.
Соавтор книги «Красное пятно» (1990), автор книг «Судьба имени», «Право на имя» и «День памяти», а также нескольких фельетонов и исследований о свободе СМИ, человека и права меньшинств и т. д.
Выиграл несколько различных спортивных трофеев и наград за свой вклад в развитие театрального самовыражения и культуры в целом.
Один из основателей и вице-президентов Гражданского движения «Общественность против фашизма» (1990); член председателя Гражданского форума Черногории (1990); один из основателей Реформаторского движения Черногории (1990); основатель Форума боснийцев Черногории; один из основателей Социал-демократической партии Черногории (СДП) и её вице-президент с 1995 года.
Депутат шести созывов и вице-президент пяти созывов Скупщины Черногории. Был главой парламентского клуба СДП, президентом парламентского комитета по правам человека и свободы, а также координатором положений рабочих групп по правам человека и меньшинствам, избирательному законодательству, правилам процедуры Ассамблеи.
Помимо черногорского языка, владел русским и английским языками (знание последнего на базовом уровне).
Был женат, являлся отцом двоих детей.
Скончался 4 мая 2023 года в Подгорице. Газета «Победа» в некрологе политика отметила, что он «был одним из самых близких деятелей современной политической сцены Черногории, антивоенным активистом периода распада бывшей СФРЮ, создателем и главным героем защиты прав человека и особенно прав меньшинств в Черногории».